# Miss Internacional 2013
La 53.ª edición de Miss Internacional correspondiente al año 2013 se realizó el 17 de diciembre en  Shinagawa Prince Hotel Hall en Tokio, Japón. Candidatas de 72 países y territorios autónomos compitieron por la corona internacional. Debido a amenazas de muerte, Ikumi Yoshimatsu de Japón y reina saliente, estuvo ausente en el concurso por motivos de seguridad y fue reemplazada por Alejandra Andreu de España, Miss Internacional 2008, quien coronó a Bea Santiago de Filipinas.

## Resultados

### Posiciones
| Posiciones              | Concursante |
| ----------------------- | --- |
| Miss Internacional 2013 | - Filipinas – Bea Santiago |
| Primera Finalista       | - Países Bajos – Nathalie den Dekker |
| Segunda Finalista       | - Nueva Zelanda – Casey Dawn Radley |
| Tercera Finalista       | - Hungría – Brigitta Ötvös |
| Cuarta Finalista        | - Colombia – Lorena Hermida |
| Semifinalistas (Top 15) | - Brasil – Cristina Alves Da Silva - Ecuador – Nathaly Arroba Hurtado - España – Araceli Carrilero Martínez - Estados Unidos – Andrea Neu - Gibraltar – Jamielee Randall - Islandia – Sigrún Eva Ármannsdóttir - Lituania – Elma Segzdaviciute - Puerto Rico – Ashley Beth Pérez - Rusia – Olga Gaidabura - Tailandia – Chonticha Tiengtham |

## Áreas de competencia

### Final
La noche del 17 de diciembre de 2013, el certamen transmitido por TVTokio, de las 72 candidatas serán esscogidas 15 candidatas donde desfilaran en traje de baño y gala.

### Premios especiales oficiales

#### Miss Fotogenia de Miss Internacional 2013
De las 72 candidatas una fue escogida por tener un buen registro en cámaras y por tener una apariencia fotogénica.
- Ganadora:  Lituania - Elma Segzdaviciute

#### Mejor traje nacional de Miss Internacional 2013
Las 67 candidatas de Miss Internacional desfilan con sus trajes nacionales respectivos, al final un panel de jueces especializados decidió una ganadora.
- Ganadora:  Indonesia - Marisa Sartika Maladewi

#### Miss Simpatía de Miss Internacional 2014
Las 67 candidatas votaron por las que ellas creen son sus mejores compañeras en este tiempo de convivencia juntas, se dio a conocer el nombre en la noche principal.
- Ganadora:  Nueva Zelanda - Casey Radley

#### Otros premios
- Miss Internet - Ganadora,  Macao - Adela Ka-Wai

## Relevancia histórica del Miss Internacional 2013

### Resultados
- Filipinas gana el título de Miss Internacional por quinta ocasión, convirtiéndose en el segundo país con más títulos ganados después de Venezuela.
- Países Bajos obtiene el puesto de Primera Finalista por primera vez.
- Nueva Zelanda obtiene el puesto de Segunda Finalista por primera vez.
- Hungría obtiene el puesto de Tercera Finalista por primera vez, siendo esta su única clasificación a la ronda final y por ende su clasificación más alta hasta la fecha.
- Colombia obtiene el puesto de Cuarta Finalista por primera vez.
- Brasil, Estados Unidos, Filipinas y Colombia repiten clasificación a semifinales.
- Filipinas clasifica por sexto año consecutivo.
- Brasil clasifica por tercer año consecutivo.
- Colombia y Estados Unidos clasifican por segundo año consecutivo.
- Ecuador, Países Bajos, Puerto Rico, Rusia y Tailandia clasificaron por última vez en 2011.
- España clasificó por última vez en 2010.
- Islandia clasificó por última vez en 1995.
- Nueva Zelanda clasificó por última vez en 1991.
- Venezuela rompe una racha de clasificaciones que mantenía desde 2005.
- Gibraltar, Hungría y  Lituania clasificaron por primera vez al cuadro de semifinales y logran su posición más alta en la historia del concurso.
- De Europa entraron seis representantes a la ronda de cuartos de final, transformándose este en el continente con más semifinalistas; no obstante, solo País Bajos y Hungría llegaron a la final.
- Ninguna nación de África pasó a la ronda semifinal.

## Concursantes
74 candidatas concursarán por el título:
| País/Territorio      | Delegada                             | Edad | Ciudad de origen     |
| -------------------- | ------------------------------------ | ---- | -------------------- |
| Alemania             | Oksana Koroleva                      | 22   | Berlín               |
| Aruba                | Erialda Josaine Croes                | 20   | Oranjestad           |
| Australia            | Johanna Parker                       | 21   | Sídney               |
| Bahamas              | Kerri-Anne Staurt                    | 18   | Nasáu                |
| Bélgica              | Ekaterina Sarafanova                 | 21   | Bruselas             |
| Bolivia              | Adriana Delgadillo Galván            | 22   | Chuquisaca           |
| Brasil               | Cristina Alves Da Silva              | 24   | Parnamirim           |
| Canadá               | Sarah Ainsley Harrison               | 25   | Ottawa               |
| China                | Jin Ying                             | 22   | Pekín                |
| Colombia             | Cindy Lorena Hermida Aguilar         | 24   | Pitalito             |
| Corea del Sur        | Han Ji-eun                           | 21   | Incheon              |
| Costa Rica           | Andrea María Rojas Pacheco           | 21   | Palmares             |
| Ecuador              | Nathaly Arroba Hurtado               | 23   | Guayaquil            |
| El Salvador          | Ingrid Yaritza Rivera Barillas       | 19   | San Salvador         |
| Eslovaquia           | Nikoleta Duchoňová                   | 19   | Trebatice            |
| España               | Araceli Carrilero Martínez           | 21   | Albacete             |
| Estados Unidos       | Andrea Neu                           | 23   | Durango              |
| Estonia              | Madli Vilsar                         | 22   | Kuressaare           |
| Filipinas            | Bea Rose Monterde Santiago           | 23   | Masbate              |
| Finlandia            | Helianna Verónica Ylimaula           | 23   | Siuntio              |
| Gabón                | Reilly Darniche Mboumba Makaya       | 24   | Nyanga               |
| Gibraltar            | Jamielee Randall                     | 24   | Gibraltar            |
| Grecia               | Eftihia Lazarou                      | 19   | Atenas               |
| Guadalupe            | Megane Monrose                       | 18   | Basse-Terre          |
| Guam                 | Lirone Veksler                       | 20   | Agaña                |
| Guatemala            | Sara Veralucía Guerrero Chavarría    | 24   | Salamá               |
| Guinea-Bisáu         | Jaquilina Sufia Días De Sousa Pontes | 23   | Bissau               |
| Haití                | Clara Luce Lafond                    | 21   | Puerto Príncipe      |
| Honduras             | Jennifer Giselle Valle Morel         | 18   | Santa Rosa de Copán  |
| Hong Kong            | Lau Pui Yuet                         | 22   | Hong Kong            |
| Hungría              | Brigitta Ötvős                       | 21   | Budapest             |
| India                | Gurleen Grewal                       | 19   | Lucknow              |
| Indonesia            | Marisa Sartika Maladewi              | 19   | Muara Enim           |
| Islandia             | Sigrún Eva Ármannsdóttir             | 20   | Akranes              |
| Italia               | Sara Cavagnari                       | 25   | Reggio Emilia        |
| Japón                | Yukiko Takahashi                     | 24   | Tokio                |
| Kazajistán           | Karina Zhetessova                    | 25   | Almaty               |
| Kirguistán           | Meerim Erkinbayeva                   | 22   | Biskek               |
| Líbano               | Rita Hokayem                         | 21   | Beirut               |
| Lituania             | Elma Segzdaviciute                   | 18   | Vila                 |
| Luxemburgo           | Corrine Semedo Furtado               | 23   | Ciudad de Luxemburgo |
| Macao                | Adela So Ka-Wai                      | 23   | Macao                |
| Malasia              | Charissa Chong Su Huey               | 19   | Kuala Lumpur         |
| México               | Lucero Montemayor                    | 19   | Monterrey            |
| Mónaco               | Namshiryn Anu                        | 22   | Ulan Bator           |
| Myanmar              | Gon Yi Aye Kyaw                      | 22   | Mandalay             |
| Nepal                | Shritima Shah                        | 21   | Katmandú             |
| Nicaragua            | Celeste Castillo Morales             | 19   | Managua              |
| Nueva Zelanda        | Casey Dawn Radley                    | 20   | Auckland             |
| Países Bajos         | Nathalie Marina Hendrika den Decker  | 23   | Ámsterdam            |
| Panamá               | Betsy Madrid<                        | 19   | Ciudad de Panamá     |
| Paraguay             | María Marta Raviolo Vera             | 22   | Coronel Oviedo       |
| Perú                 | María Gracia Figueroa Llave          | 19   | Lima                 |
| Polonia              | Katarzyna Oracka                     | 19   | Varsovia             |
| Portugal             | Ana Claudia Ornelas Bomfim           | 23   | Braganza             |
| Puerto Rico          | Ashley Beth Pérez Calderón           | 21   | San Juan             |
| Reino Unido          | Elizabeth Greenham                   | 20   | Ferndale             |
| República Dominicana | Carmen Muñoz Guzmán                  | 21   | Licey al Medio       |
| Rumania              | Diana María Tiron                    | 19   | Bucarest             |
| Rusia                | Olga Gaidabura                       | 20   | Bashkortostan        |
| Singapur             | Chew Jia Min                         | 23   | Singapur             |
| Sudáfrica            | Cindy Rachel Rosslind                | 23   | Ciudad del Cabo      |
| Sudán del Sur        | Ayak Abiel                           | 22   | Yuba                 |
| Suecia               | Eleonore Lilja                       | 20   | Estocolmo            |
| Surinam              | Janet Farida van Klaveren            | 22   | Paramaribo           |
| Tahití               | Ohana Perle Shelagh Huber            | 20   | Papeete              |
| Tailandia            | Chonticha Tiangtham                  | 18   | Chonburi             |
| Taiwán               | Xiao-wen Chen                        | 22   | Taipéi               |
| Tanzania             | Hadija Said-Juma Mswaga              | 23   | Dodoma               |
| Túnez                | Sondes Zamouri                       | 24   | Menzel Bourguiba     |
| Ucrania              | Margaryta Gorbyk                     | 23   | Kiev                 |
| Venezuela            | Nicelin Elián Herrera Vásquez        | 22   | Maracay              |
| Vietnam              | Lô Thị Hương Trâm                    | 24   | Nghệ An              |

### Reemplazos
- Layla Yarak (Líbano) fue el reemplazo de Deedee Zibara, después de haber sido Deede Zibara coronada, no podía competir debido a algunos problemas serios entre ella y el comité.
- Jara Rodríguez (España) fue nombrada Miss International España 2013 el día 30 de abril de 2013 en la Gala de Showstars Models 2013. Por la crisis financiera que atraviesa el país la Organización Miss España se declara en quiebra y pierde las franquicias de los certámenes internacionales. El Miss Internacional pasa a manos de la empresa Showstars. Jara Rodríguez ha decidido ceder la banda a la primera finalista a Araceli Carrilero por problemas particulares ajenos a la organización y tomar el puesto como una ganadora con el perfil de modelo. Araceli es la nueva Miss International Spain 2013.
- Zoya Afroz (India) fue reemplazada por Gurleen Grewall.
- Maeva Simonin (Tahití) reemplazada por Ohana Huber.
- Sana Sallah (Túnez) reemplazada por Zondes Samouri.
- Sophie Moulds (Reino Unido) reemplazada por Elizabeth Greenham.

### Designaciones
- Yaritza Rivera (El Salvador) se designó como representante de su país, aunque fue Miss Tierra El Salvador 2012
- 2
- Natalie den Decker (Holanda) ganadora de Miss Países Bajos 2012 fue designada como concursante oficial.

## Datos acerca de las delegadas
- Algunas de las delegadas de Miss Internacional 2013 han participado, o participarán, en otros certámenes internacionales de importancia:
  - Yaritza Rivera (El Salvador) y María Figueroa (Perú) concursaron en Miss Tierra 2011.
  - Madli Vilsar (Estonia) concursó en Miss Universo 2011.
  - Sigrún Eva Ármannsdóttir (Islandia) concursó en Miss Supranacional 2012 estando en el top 20, antes participó en Miss Mundo 2011 sin clasificar.
  - Ashley Beth Pérez (Puerto Rico) concursó en Miss Mesoamérica 2012 ocupando el primer lugar.
  - Antonia Shinana (Namibia) concursó en Miss Tourism Queen International 2011 y clasificó al top 20.
  - Bea Rose Santiago (Filipinas) concursó en Miss Tourism Queen of the Year International 2012 y clasificó al top 10.
  - Sara Guerrero (Guatemala) concursó en Miss Turismo Latino 2012, logrando quedarse como primera finalista.
  - Sophie Moulds (Reino Unido) concursó en Miss Mundo 2012 por Gales y quedó de primera finalista.
  - Nathale den Dekker (Países Bajos) compitió sin éxito en el Miss Universo 2012.
  - Mea Petithome (Bahamas) concursó en Miss Caribbean World 2013.
  - Andrea Rojas (Costa Rica) concursó en Reina de la Costa Maya 2013.
  - Andrea Neu (Estados Unidos) participó en Miss Tierra 2014 posicionándose como Miss Tierra Aire.
  - Sara Guerrero (Guatemala) participó en Miss Tierra 2015.
  - Carmen Muñoz (República Dominicana) participó en Miss Universo 2017.
- Otros datos acerca de las concursantes:
  - Elián Herrera de Venezuela es hasta el momento la candidata más alta del certamen con 1.85 m, las más bajas son Gonyi Aye Thaw de Birmania y Mea Petithomme de Bahamas, ambas con 1.67 m.
  - Zoya Afroz (India) ha trabajado en el modelaje desde temprana edad.
  - Sophie Moulds (Reino Unido) es considerada una de las mejores modelos británicas del momento.
- Algunas de las delegadas nacieron o viven en otro país al que representarán, o bien, tienen un origen étnico distinto:
  - Chonticha Tiangtham (Tailandia) reside en Estados Unidos.

## Sobre los países en Miss Internacional 2013

### Naciones ausentes
- Islas Vírgenes de los Estados Unidos quien compitió por primera vez en Miss Internacional 2012
- Camerún no enviará representante
- Argentina se retiró debido a la falta de patrocinio
- Belice, no enviará representante
- Dinamarca, Francia, Israel, Letonia, Mauricio y Namibia por razones desconocidas
- Sri Lanka y Turquía por mayoría de edad (26 y 27 respectivamente)

### Naciones debutantes
- Guinea-Bisáu y Sudán del Sur competirán por primera vez en el certamen.

### Naciones que regresan a la competencia
- Guyana (cómo la Guayana Británica) que participó por última vez en 1962
- Fiyi que participó por última vez en 1996
- Armenia que participó por última vez en 2007
- Uruguay que participó por última vez en 1999
- Etiopía que participó por última vez en 2009
- Túnez que participó por última vez en 2004
- Zambia que participó por última vez en 2008
- Grecia que participó por última vez en 2010
- Bahamas que participó por última vez en 2010
- Sudán del Sur (cómo Sudán) que participó por última vez en 2010
- Vietnam que participó por última vez en 2011
- Kirguistán que participó por última vez en 2011
- Cuba que participó por última vez en 2011
- Países Bajos que participó por última vez en 2011
- Tanzania que participó por última vez en 2011
- Zimbabue que participó por última vez en 2011
- Aruba que participó por última vez en 2011